# Gare de La Bachellerie
La gare de La Bachellerie était une gare ferroviaire française de la ligne de Coutras à Tulle, située à l'extrême sud du territoire de la commune de Saint-Rabier, en limite de celui de La Bachellerie, dans le département de la Dordogne en région Nouvelle-Aquitaine.
Elle est mise en service en 1860 par la Compagnie du chemin de fer de Paris à Orléans (PO). C'est une halte ferroviaire de la Société nationale des chemins de fer français (SNCF), desservie par des trains TER Nouvelle-Aquitaine.
Depuis le 13 décembre 2020, les trains ne marquent plus l’arrêt. Un service de TAD (Transport à la demande) est mis en place en substitution.

## Situation ferroviaire
Établie à 122 m d'altitude, la gare de La Bachellerie est située au point kilométrique (PK) 116,441 de la ligne de Coutras à Tulle, entre les gares ouvertes de Thenon et de Condat - Le Lardin.

## Histoire
La station de La Bachellerie est mise en service le 17 septembre 1860 par la Compagnie du chemin de fer de Paris à Orléans (PO), lorsqu'elle ouvre la section de Périgueux à Brive.
La recette annuelle de la station de « La Bachellerie » est de 89 175 francs en 1878, de 101 139 francs en 1881, de 72 707 francs en 1882 et de 89 228 francs en 1886.
En 1964 un bâtiment neuf remplaça la gare construite en 1860.
En raison d’un manque de fréquentation ainsi que d’une volonté d’accélération des trains sur la ligne, la région a décidé dans son plan Optim’TER que les trains ne marqueraient plus l’arrêt et qu’ils seraient remplacés par un simple service de TAD (Transport à la demande),.

## Service des voyageurs

### Accueil
Halte SNCF, c'est un point d'arrêt non géré (PANG), à entrée libre.

### Desserte
La Bachellerie était desservie par des trains TER Nouvelle-Aquitaine qui effectuent des missions entre les gares de Périgueux et de Brive-la-Gaillarde.

### Intermodalité
Le stationnement des véhicules est possible à proximité.

## Galerie

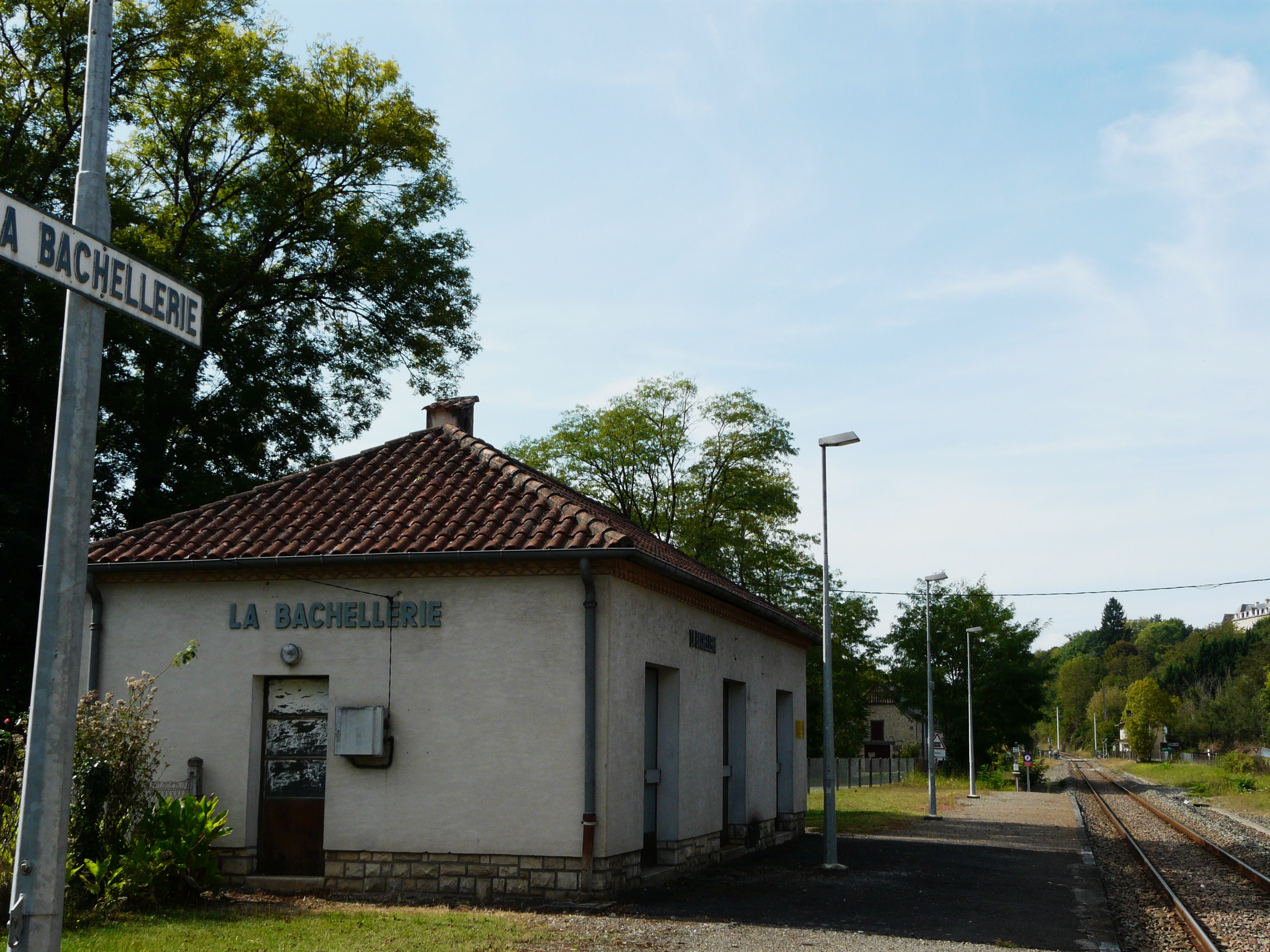
La voie ferrée ; vue prise en direction de Périgueux.
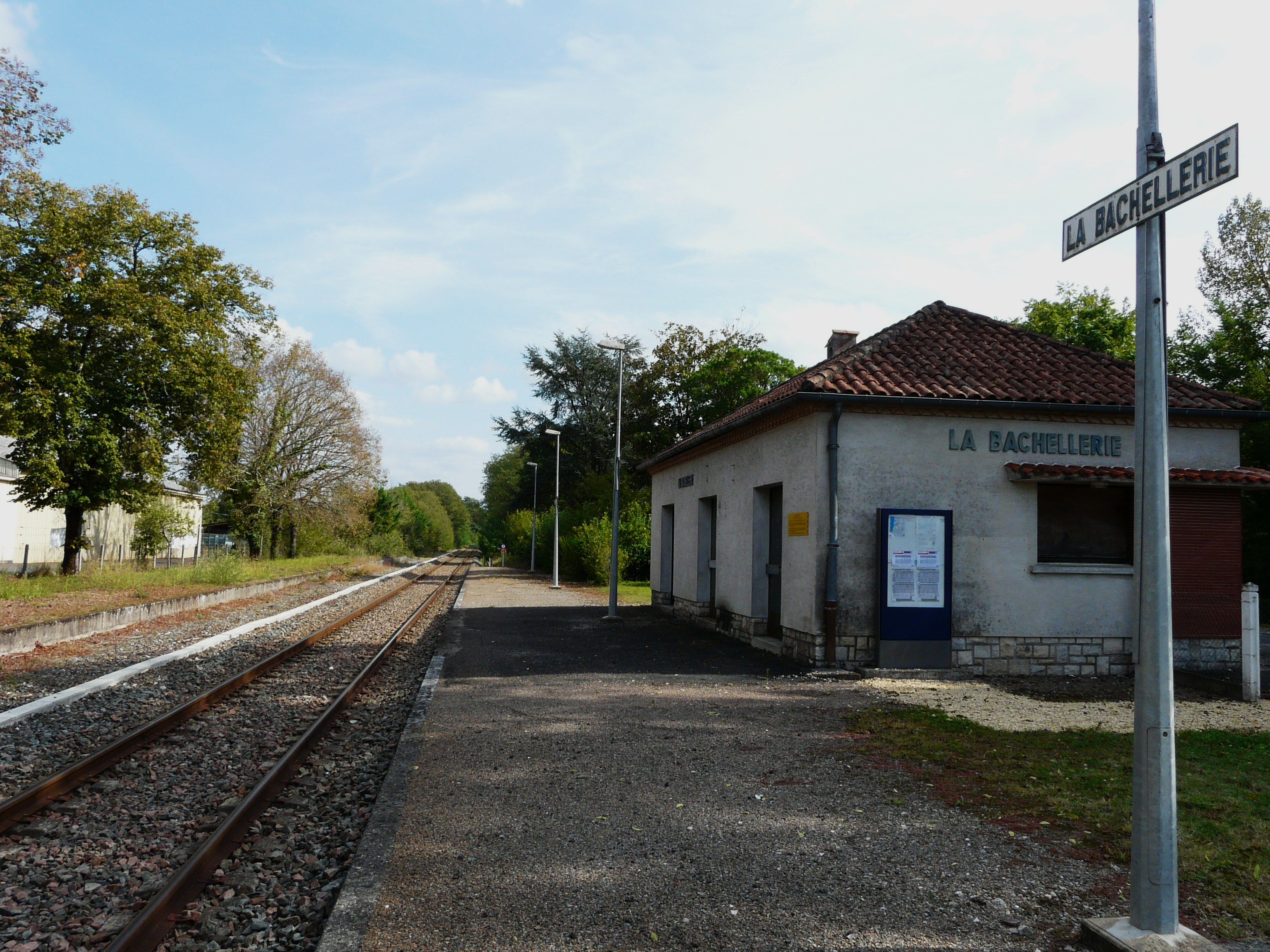
La voie ferrée ; vue prise en direction de Brive.
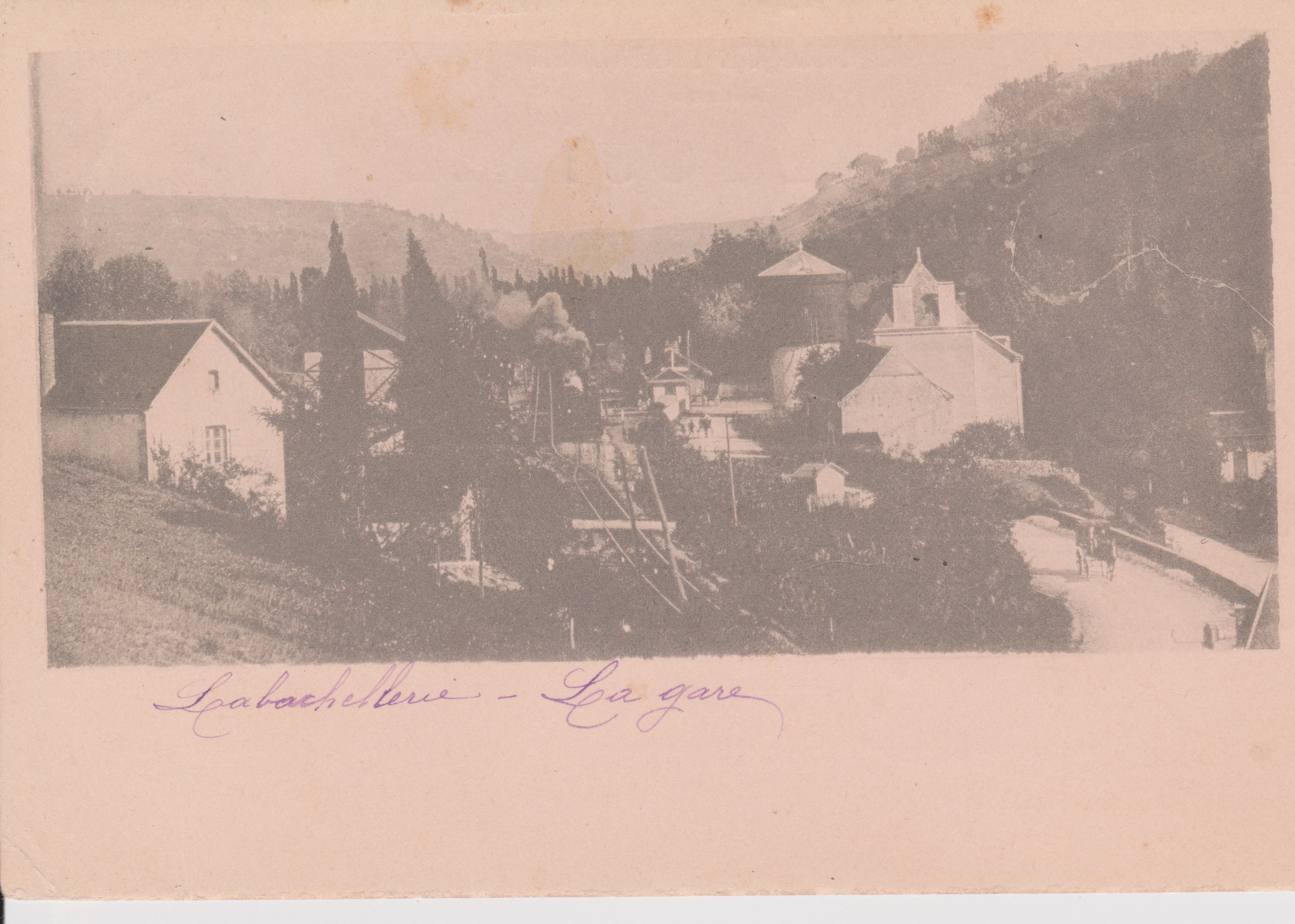
Carte postale de 1902 de la gare.